# Marième Bâ
Marième Bâ (4 dicembre 1950) è un'ex cestista senegalese.

## Carriera
Con il Senegal ha disputato i Campionati mondiali del 1975.